# Andrej Jaslinský
Andrej Jaslinský (1. září 1715, Svinica – 1. ledna 1784, Rožňava) byl slovenský fyzik a filozof.
Narodil se 1. září 1715 v Svinici (okres Košice-okolí). Na univerzitě v Košicích, na Trnavské univerzitě a ve Vídni studoval teologii, filozofii a fyziku. Začínal jako kazatel ve Varaždínu. Později se stal profesorem filozofie a prefektem semináře ve vídeňském Pázmáneu. Působil také jako profesor fyziky a filozofie na trnavské univerzitě. Roku 1771 se stal posledním rektorem univerzity před jejím přestěhováním z Trnavy do Budína. Na konci života se stal kanovníkem v Rožňavě (od roku 1773).
Andrej Jaslinský patří mezi profesory Trnavské univerzity, kteří po reformě vysokoškolského studia, nařízené výnosem Marie Terezie z roku 1753, začali přednášet místo Aristotelovy Newtonovu fyziku. Ve své vysokoškolské učebnici Institutiones physicae (1756), která měla tradiční dvě části Physica generalis a Physica particular, odsuzuje scholastiku jako nevědeckou, odmítá peripatetickou Aristotelovu fyziku a Ptolemaiův systém. Propaguje principy newtonovské fyziky, přestože se v jeho díle prolínají s myšlenkami Reného Descarta. Vyzdvihuje Koperníkův systém, i když ho pokládá pouze za hypotézu. Jaslinský byl zastáncem atomismu francouzského filozofa Gassendiho, ale místo termínu atom používal pojmenování korpuskula. Podle něj jsou atomy velmi malá, jednoduchá a nedělitelná tělíska, která nelze zničit a z nichž se skládají větší tělesa. Uznával poznatelnost světa a za zdroj poznání pokládal smyslovou zkušenost. Jako jezuita usiloval dát nové vědecké poznatky do souladu s autoritou církve a svatých otců. Atomy jsou podle něj nezničitelné proto, že jsou výsledkem stvoření a zničit je může jen jejich tvůrce Bůh tak, že je přemění na nic. Jak zákony pohybu i přírodní zákony jsou normy, které dal stvořitel světu, aby se podle nich řídil.